# Basquash!
Basquash! (バスカッシュ!?) es un anime de 26 episodios sobre deportes y ciencia ficción que se emitió por Mainichi Broadcasting System. Sus personajes juegan al baloncesto utilizando robots. La serie fue creada por Thomas Romain y Shoji Kawamori; la animación fue producida por Satelight. En Latinoamérica fue emitida por Claro TV y su servicio de streaming Claro video, para Chile fue transmitida por el canal Etc...TV, mientras que en Argentina fue emitida por Telefe en el bloque ZTV.

## Argumento
La historia se desarrolla en el mundo de "Earth Dash", una versión alternativa y futurista de la Tierra donde la sociedad humana está dividida entre la sociedad lunar, mucho más avanzada y la de la superficie del planeta. Un deporte popular es el BFB (Basketball Big Foot), donde los jugadores montan mechas llamados "Big Foot" y juegan al baloncesto en un escenario gigante.

## Personajes
Equipo Basquash
- Dan JD ( ダン·ジェイディー Dan Jeidī ? )
- Sela D Miranda ( セラ· ·ディーミランダ Sera di Miranda ? )
- Iceman Hotty ( アイスマン·ホッティ Aisuman Hotti ? )
- Flora Skybloom ( フローラ·スカイブルーム Furōra Sukaiburūmu ? ) / Alan Naismith ( アラン·ネイスミス Aran Neisumisu ? )
- Naviga Stelte ( ナヴィガ·ステルテ Naviga Suterute ? )
- Spanky ( スパンキー Supankī ? )
- Crawley ( クローリー Kurōrī ? )
- Righty & Lefty  ( ライティyレフティ Raiti a Refuti ? )
- Jiya ( 爺や Jiya ? )

## Doblaje
- Estudio de doblaje: Provideo S.A., Colombia
- Dirección:  Fabio Rodríguez

## Banda sonora
Temas de apertura
- No Limit de Eclipse (エクリップス Ekurippusu) (Haruka Tomatsu, Saori Hayami, Megumi Nakajima) (Episodios 2-13) (Episodio 22 como una inserción).
- Boku ga Boku no Mama ( 僕が僕のまま) por THE SPIN (Episodios 14-26)

Temas de cierre:
- Free por Yu Yamada (Episodios 1-12)
- Running On por Eclipse (Haruka Tomatsu, Saori Hayami, Megumi Nakajima) (Episodio 13)
- Futari no Yakusoku (二人の約束) por Eclipse (Haruka Tomatsu, Saori Hayami, Megumi Nakajima) (Episodios 14-23, 25-26)
- Hoshiwatari (ホシワタリ) por Citron (Megumi Nakajima) (Episodio 24)